# 아서 레너드 숄로
아서 레너드 숄로(Arthur Leonard Schawlow, 1921년 5월 5일 ~ 1999년 4월 28일)는 미국의 물리학자이다. 레이저 연구로 유명해져 1981년에 노벨 물리학상을 수상했다.

## 생애
모친인 헬렌 (메이슨)은 캐나다 출신이고, 부친 아서 숄로는 라트비아계 유대인 이민자였다. 아서가 3살 때, 일가는 캐나다의 토론토로 이사했다.
그는 16세에 고등학교를 졸업해, 장학금을 받으며 토론토 대학에 진학했다. 학부를 졸업하고 대학원에 진학했지만, 제2차 세계대전의 발발로 학업을 일시 중단했다. 전쟁 후 토론토 대학으로 돌아온 그는 연구에 매진하여 말콤 크로포드 아래에서 박사 학위를 취득했다. 1949년의 가을에는 미국 뉴욕 컬럼비아 대학의 찰스 타운즈아래에서 박사연구원으로서 연구를 실시했다.
1951년, 그는 물리학자 찰스 타운즈의 여동생인 오레 리어 타운즈와 결혼하여 아서 쥬니어, 헬렌, 에디스를 얻었다. 아서 쥬니어는 자폐증으로 거의 말할 수 없었다.
그는 1951년에 벨 연구소 자리를 옮겼고, 1961년에는 스탠퍼드 대학의 교수가 되었다. 그리고 1996년에 퇴관해 명예 교수가 될 때까지 여기서 교수를 계속했다.
스탠퍼드 대학의 교수인 숄로와 로버트 호프스테더는 함께 자폐증인 아이를 가져, 서로 도왔다. 아서 주니어는 시설에 보내졌지만, 후에 숄로는 캘리포니아주 파라다이스에 자폐증아 보육시설을 만들었다. 이 시설은 그의 죽음의 직전인 1999년에 아서 숄로 센터로 이름 붙여졌다.
그의 주요한 연구는 광학, 특히 레이저와 그것의 분광학에서의 응용에 관한 것이었지만, 그는 또한 초전도나 핵자기 공명 분야에 대한 연구도 하였다. 숄로는 레이저 분광학의 발전에 대한 공헌을 인정받아 니콜라스 불룸베르헌, 카이 시그반과 함께 1981년도의 노벨 물리학상을 수상했다.
숄로는 찰스 타운즈와 함께 1955년에 "마이크로웨이브 분광학"을 써서, 1958년에는 벨 연구소로 레이저의 특허를 취득했다.
1991년, NEC와 미국 물리학회는, 그의 이름을 붙인 '레이저 과학에 있어서의 아서 L. 숄로상'을 창설했다. 이 상은 매년, 레이저를 사용한 기초적 연구로 현저한 실적을 올린 사람에게 줄 수 있다.
숄로는 뉴욕주 마운트버넌에서 태어나 캘리포니아주 팔로 알토에서 백혈병으로 죽었다.